# Triodon macropterus
Triodon macropterus es una especie de peces marinos, la única del género Triodon que a su vez es el único de la familia monoespecífica Triodontidae, en el orden de los Tetraodontiformes. Su nombre procede del griego: tria (tres) + odous (dientes).
Aparece en el registro fósil desde el Eoceno, en la era Cenozoica inferior.

## Morfología
Con una característica bolsa ventral de gran tamaño, la longitud máxima fue en una captura de un macho de 54 cm. Mandíbulas con 3 dientes fusionados; una sutura mediana en la mandíbula superior, pelvis presente, radios de la aleta anal usualmente once y de la aleta dorsal once, algunos especímenes según se informa con una dorsal espinosa de 1 o 2 radios; costillas y epipleurales presentes; aleta caudal muy bifurcada con doce radios y numerosos radios.

## Hábitat y distribución geográfica
Es una especie rara de encontrar de la que se desconoce su ciclo de vida y hábitos alimenticios, que vive en agua marina de clima tropical y asociado a arrecifes de profundidad entre 50 y 300 m.
Se distribuye por aguas del océano Índico y oeste del océano Pacífico, con capturas ocasionales desde el África Oriental hasta Filipinas, Japón, Australia, Nueva Caledonia y Tonga.